# Staatsliedenbuurt (Utrecht)
De Staatsliedenbuurt, voorheen Staatsliedenkwartier, is een buurt in de wijk Noordoost in Utrecht, de hoofdstad van de Nederlandse provincie Utrecht.

## Ligging
De Staatsliedenbuurt, gelegen in de subwijk Votulast, wordt in het westen begrensd door de Talmalaan, in het noorden door de Kardinaal de Jongweg, in het oosten door de Van der Mondestraat en in het zuiden door de Draaiweg.

## Over de wijk
De Staatsliedenbuurt vormt in meerdere opzichten een herkenbare ruimtelijke eenheid. De bouw van de buurt vond plaats in de jaren vijftig als aanvulling op het vooroorlogse Tuinwijk. In de Staatsliedenbuurt is de stempel- en strokenverkaveling herkenbaar: open bouwblokken, gemeenschappelijke groene ruimtes, jaren vijftig portiekflats van gemiddeld drie of vier lagen hoog - soms met kap en vaak met een bijzondere detaillering (in baksteen) van de gevel - , maar ook laagbouw in twee lagen met een kap. Kenmerkend voor deze naoorlogse bebouwing zijn de aangebrachte vernieuwingen uit de laatste decennia: de gereinigde en verbeterde gevels van de meergezinswoningen, de gemeenschappelijke toegangen die op een in het oog springende manier afgesloten zijn en de nieuwe hekwerken rond de gemeenschappelijke binnentuinen. Op een enkele plaats hebben ingrepen geleid tot een architectonisch bijzonder gebouw, zoals dat is gebeurd met de school op de hoek Troelstralaan - Samuel van Houtenstraat.

## Problemen
De Staatsliedenbuurt is een kleine buurt die gekenmerkt wordt door grotestadsproblematiek. Het betreft een buurt met een geringe sociale cohesie en de daaruit voortkomende problemen, problemen die ook spelen in erkende aandachtswijken als bijvoorbeeld Kanaleneiland en Overvecht. De in aantocht zijnde nieuwbouw aan de Talmalaan en de Nolenslaan zal naar verwachting een positieve uitwerking hebben op de leefomgeving ter plekke. Maar daarmee is de Staatsliedenbuurt er niet; de buurt verdient een grondige structurele en meer integrale aanpak. Dat kan alleen als er extra geïnvesteerd wordt in deze buurt, ook al is het dagelijkse toezicht door de politiemacht al toegenomen. Toenmalig burgemeester Annie Brouwer-Korf verwachtte al niet dat deze maatregel alleen de problemen geheel op zou lossen, vanwege de situatie in de wijk en de toenemende problemen.

## Vernieuwing
De Staatsliedenbuurt ligt dicht bij de Utrechtse binnenstad en is sterk in ontwikkeling. De wijk bestaat voornamelijk uit sociale woningbouw en flats. De helft van de flats wordt verhuurd aan studenten. Veel oude woonblokken zijn gesloopt en medio 2007 is gestart met een grootscheepse modernisering van de buurt. In totaal worden er 270 nieuwe (koop- en huur)woningen gebouwd. Woningcorporatie Mitros en de gemeente Utrecht ontwikkelden een concept Masterplan Talmalaan ter verbetering van de wijk. Het concept is niet in goede aarde gevallen bij de bewoners omdat er veel, nog van goede kwaliteit zijnde, woningen zouden moeten wijken voor enkele kleine parkjes. Sommige van de driehoog-flats zijn in 2000 nog gerenoveerd. Er zijn vijf participatiebijeenkomsten geweest waar huidige en toekomstige wijkbewoners konden meedenken over het masterplan.

## Festival
Er wordt een jaarlijks/halfjaarlijks buurtfestival gegeven in Buurtcentrum de Leeuw. Ook dit is in het kader van verbeteren van de leefomgeving. Er worden activiteiten gegeven zoals henna workshops en je kan er ook een hapje eten.